# The Soul of Youth
The Soul of Youth è un film muto del 1920 diretto da William Desmond Taylor. Prodotto e distribuito dalla Realart Pictures Corporation, aveva come interpreti Lewis Sargent, Ernest Butterworth Jr., Clyde Fillmore, Grace Morse, Lila Lee.
La sceneggiatura di Julia Crawford Ivers si basa su una storia apparsa su di una rivista riguardante il giudice Ben Lindsey (che appare di persona nel film) e il tribunale minorile di Denver.

## Trama
Ed Simpson è un ragazzo ormai adolescente che vive in un orfanotrofio, dove la sua vitalità lo porta spesso a scontrarsi con gli adulti. L'amore entra per la prima volta nella sua vita quando adotta un cane. Ma al cane non è permesso di rimanere nell'orfanotrofio. Ed allora fugge e vive per la strada con il suo cane e l'amico Mike. Questo conduce ad una serie di avventure, che si concluderanno con l'adozione di Ed da parte di una famiglia benestante.

## Produzione
Il film, inteso come veicolo per due famosi attori bambini dell'epoca, Lewis Sargent e Ernest Butterworth Jr., fu girato a Los Angeles, prodotto dalla Realart Pictures Corporation con il titolo di lavorazione The Boy.

## Distribuzione
Il copyright del film, richiesto dalla Realart, fu registrato il 17 luglio 1920 con il numero LP15366. Distribuito dalla Realart Pictures, uscì nelle sale statunitensi nel settembre 1920.
Copia completa del film è conservata negli archivi della Library of Congress di Washington  (American Film Institute / Paramount Pictures collection).